# Atrichops apollinis
Atrichops apollinis är en tvåvingeart som beskrevs av Lindner 1923. Atrichops apollinis ingår i släktet Atrichops och familjen bäckflugor. Inga underarter finns listade i Catalogue of Life.